# HD75105
HD75105 — хімічно пекулярна зоря спектрального класу B9, що має видиму зоряну величину в смузі V приблизно  7,7.
Вона  розташована на відстані близько 924,0 світлових років від Сонця.